# János Teleszky

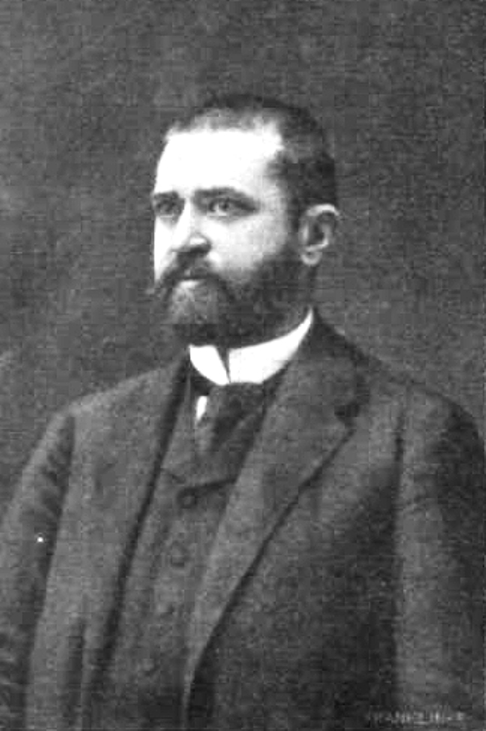
János Teleszky (1912)

János Teleszky (* 15. September 1868 in Nagyvárad, Komitat Bihar; † 13. Juni 1939 in Budapest) war ein ungarischer Politiker, Finanzfachmann und Minister.

## Leben
Nach dem Jurastudium in Budapest und anschließender Promotion war Teleszky ab 1899 beim k.u. Finanzministerium angestellt. 1903 wurde er Leiter der Sektion für Etatplanung und war ab 1911 Staatssekretär. Im Folgejahr wurde er bei einer Nachwahl zum Abgeordneten des Wahlkreises Nagybecskerek im Komitat Torontál gewählt und von Ministerpräsident László Lukács zum Finanzminister ernannt. Sein Amt als Finanzminister behielt er auch in den ersten Jahren des Ersten Weltkriegs im Kabinett von István Tisza, dem Nachfolger von László Lukács, bei und blieb bis zum Rücktritt Tiszas im Januar 1917 Finanzminister. Zwischenzeitlich wurde er 1915 zum Geheimen Rat ernannt.
Nach dem Ausbruch der Asternrevolution Ende Oktober 1918 zog sich Teleszky zunächst aus der Politik zurück, bis er im Januar 1927 von Reichsverweser Miklós Horthy zum Mitglied des Oberhauses auf Lebenszeit ernannt wurde. Zur Zeit der Weltwirtschaftskrise bot Ministerpräsident Gyula Károlyi Teleszky 1931 das Amt des Finanzministers an, das dieser jedoch ablehnte. Teleszky wirkte jedoch in der Folgezeit als Berater der Regierung.